# Věznice Cherche-Midi
Věznice Cherche-Midi (francouzsky Prison du Cherche-Midi) bylo vojenské vězení v Paříži, které se nacházelo na dnešním Boulevardu Raspail na rohu s ulicí Rue du Cherche-Midi. Věznice byla v provozu v letech 1847–1950.

## Historie
Ludvík XIV. zabavil pozemky a stavby v ulici Rue du Cherche-Midi kalvinistovi Léonardovi Laudouinovi a věnoval je katolickému společenství Dcer dobrého pastýře. Během Francouzské revoluce zde ministr války zřídil sklady oděvů pro pařížskou posádku a později sklady potravin pro armádu. V roce 1847 byly staré stavby zbořeny a byla zde postavena nová vojenská věznice, která nahradila starou věznici Abbaye. Nové vězení se inspirovalo u věznice Auburn v New Yorku, kde byly cely pro jednotlivce. Kapacita věznice byla až dvě stě vězňů. Byl zde vězněn i Alfred Dreyfus. Vězení bylo evakuováno po pádu Francie v červnu 1940 a přeloženo do Mauzac poblíž Périgueux. Vězení pak využívali Němci k internaci politických vězňů a členů francouzského odboje jako byli Henri Honoré d'Estienne d'Orves nebo Léon-Maurice Nordmann. Po osvobození Paříže zde byli uvězněni němečtí váleční zajatci. Generál Otto von Stülpnagel a příslušník SS Kurt Gerstein zde spáchali sebevraždu. 1. prosince 1947 byli vojenští vězni vystěhováni a v budově sídlil pouze vojenský soud. Věznici převzalo ministerstvo spravdlnosti jako civilní zařízení. Věznice pro lehké zločiny sloužila do března 1950, kdy byla uzavřena jako nevyhovující. Zchátralá stavba byla zbořena v roce 1966. Na jejím místě byl v roce 1970 postaven Dům humanitních věd (Maison des sciences de l'homme), který byl v roce 1976 připojen k Vysoké škole sociálních věd (École des hautes études en sciences sociales).